# ديكون دوناهو
ديكون دوناهو (بالإنجليزية: Deacon Donahue)‏ هو لاعب كرة قاعدة أمريكي، ولد في 23 يونيو 1920 في شيكاغو في الولايات المتحدة، وتوفي في 6 مارس 2008 في غلينفيو في الولايات المتحدة.

## وصلات خارجية
- ديكون دوناهو على موقع دوري كرة القاعدة الرئيسي (الإنجليزية)
- ديكون دوناهو على موقعبيزبول رفرنس.كوم (الدوري الرئيسي) (الإنجليزية)
- ديكون دوناهو على موقعبيزبول رفرنس.كوم (الدوري الثانوي) (الإنجليزية)
- ديكون دوناهو على موقع إي إس بي إن.كوم (أم.أل.بي) (الإنجليزية)